# 북구학파
북구학파 또는 스톡홀름학파(Stockholm School, 스웨덴어: Stockholmsskolan)는 경제사상사 학파이다. 이는 주로 1930년대 스웨덴 스톡홀름에서 함께 일했던 느슨하게 조직된 스웨덴 경제학자 그룹을 의미한다.
스톡홀름학파는 존 메이너드 케인스처럼 거시경제학과 수요공급 (경제학) 이론에서 동일한 결론에 도달했다. 케인스와 마찬가지로 그들도 20세기 초반에 활동했던 스웨덴 경제학자 크누트 빅셀의 연구에서 영감을 받았다.
화폐 이론에 관한 군나르 뮈르달의 연구에 대한 윌리엄 바버(William Barber)의 논평은 다음과 같다:
"그의 기여가 1936년 이전에 영어 독자들에게 제공되었다면, 대공황 시대의 거시경제 이론의 '혁명'이 '케인스주의'만큼 '미르달주의'로 언급될 것인지 추측하는 것은 흥미로울 것이다."

## 같이 보기
- 헌법 경제학